# Coppa di Francia 2014-2015 (hockey su pista)
La Coppa di Francia 2014-2015 è stata la 14ª edizione della principale coppa nazionale francese di hockey su pista riservata alle squadre di club. La competizione ha avuto luogo dal 18 ottobre 2014 e si è conclusa con la final four a Dinan il 18 e 19 aprile 2015.
Il torneo è stato vinto dal Quévert per la terza volta nella sua storia superando in finale il La Vendéenne.

## Risultati

### Primo turno
| Squadra 1       | Risultato | Squadra 2    |
| --------------- | --------- | ------------ |
| 18 ottobre 2014 |           |              |
| Mouilleron      | 2 - 4     | Poiré Roller |
| Plouguerneau    | 3 - 9     | Pacé         |

### Secondo turno
| Squadra 1            | Risultato | Squadra 2        |
| -------------------- | --------- | ---------------- |
| 1º novembre 2014     |           |                  |
| Gazinet-Cestas       | 2 - 3     | Coutras          |
| Gujan-Mestras        | 2 - 14    | Biarritz         |
| Pacé                 | 2 - 4     | Ploufragan       |
| Pay d'Ancenis        | 0 - 14    | Nantes           |
| Quintin              | 4 - 3     | Ergué-Gabéric    |
| Roubaix              | 8 - 6     | Briard           |
| Saint-Brieuc         | 8 - 5     | Plonéour-Lanvern |
| Voiron               | 4 - 5     | Vaulx-en-Velin   |
| 2 novembre 2014      |           |                  |
| Gleizé en Beaujolais | 6 - 7     | Seynod           |
| 22 novembre 2014     |           |                  |
| Poiré Roller         | 6 - 5     | ASTA Nantes      |
| Villejuif            | 5 - 6     | Tourcoing        |

### Ottavi di finale
| Squadra 1        | Risultato | Squadra 2       |
| ---------------- | --------- | --------------- |
| 20 dicembre 2014 |           |                 |
| Biarritz         | 5 - 6     | Quévert         |
| Coutras          | 4 - 5     | SCRA Saint-Omer |
| Nantes           | 4 - 9     | La Vendéenne    |
| Ploufragan       | 14 - 4    | Poiré Roller    |
| Quintin          | 3 - 8     | Noisy-le-Grand  |
| Roubaix          | 6 - 8     | Tourcoing       |
| Saint-Brieuc     | 5 - 2     | Mérignac        |
| Seynod           | 3 - 7     | Vaulx-en-Velin  |

### Quarti di finale
| Squadra 1        | Risultato | Squadra 2      |
| ---------------- | --------- | -------------- |
| 21 febbraio 2015 |           |                |
| Ploufragan       | 6 - 4     | Saint-Brieuc   |
| SCRA Saint-Omer  | 8 - 5     | Noisy-le-Grand |
| Tourcoing        | 0 - 18    | La Vendéenne   |
| Vaulx-en-Velin   | 2 - 10    | Quévert        |

### Final four

#### Semifinali
| Dinan 18 aprile 2015 | La Vendéenne | 4 – 2 | Ploufragan | Salle Némée de Dinan |

| Dinan 18 aprile 2015 | Quévert | 4 – 2 | SCRA Saint-Omer | Salle Némée de Dinan |

#### Finale
| Dinan 19 aprile 2015 | La Vendéenne | 2 – 3 | Quévert | Salle Némée de Dinan |